# 鶏伝染性気管支炎ウイルス
鶏伝染性気管支炎ウイルス（にわとりでんせんせいきかんしえんウイルス、英: avian infectious bronchitis virus）とは、鳥類に感染するウイルス。鶏伝染性気管支炎を引き起こし、通常は伝染性気管支炎ウイルス(IBV)と表記される。